# آنتنیمبه
آنتنیمبه (به لاتین: Antenimbe) یک منطقهٔ مسکونی در ماداگاسکار است که در آریوونیمامو واقع شده‌است. آنتنیمبه ۶٬۰۰۰ نفر جمعیت دارد و ۱٬۶۶۸ متر بالاتر از سطح دریا واقع شده‌است.